# 가와노 게이조

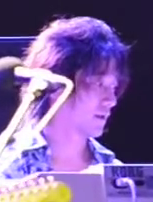

가와노 게이조(일본어: 河野 啓三, 1971년 2월 4일 ~ )는 일본의 키보디스트이다. 일본의 퓨전재즈 밴드 티스퀘어의 일원으로 활동하고 있다.